# Lluïsos de Gràcia
Lluïsos de Gràcia és una associació sociocultural i esportiva catalana sense finalitat de lucre fundada l'any 1855 i ubicada al barri de Gràcia de Barcelona. Els objectius bàsics de l'entitat són la formació dels infants i joves en el temps lliure, així com possibilitar als adults la realització d'aquelles activitats que serveixin per la seva formació i esbarjo. Els principis bàsics de l'entitat es concreten en el desenvolupament dels valors com la solidaritat, la tolerància, el civisme, la democràcia o el respecte, així com el foment del creixement personal i col·lectiu. Forma part de la Federació d'Ateneus de Catalunya i l'any 2009 es declarada Entitat d'Utilitat Pública per la Generalitat de Catalunya.

## Les seccions
A Lluïsos de Gràcia compten amb seccions per a infants que treballen valors socialitzadors, de respecte i de creixement, a través d'activitats culturals (com són el teatre i el cant coral), esportives (bàsquet i escola de tenis taula) i de lleure (esplai i agrupament escolta). D'entre aquestes seccions, destaquen la secció de Bàsquet Lluïsos, la Coral Cantiga, l'agrupament escolta i l'esplai.

### Bàsquet Lluïsos de Gràcia

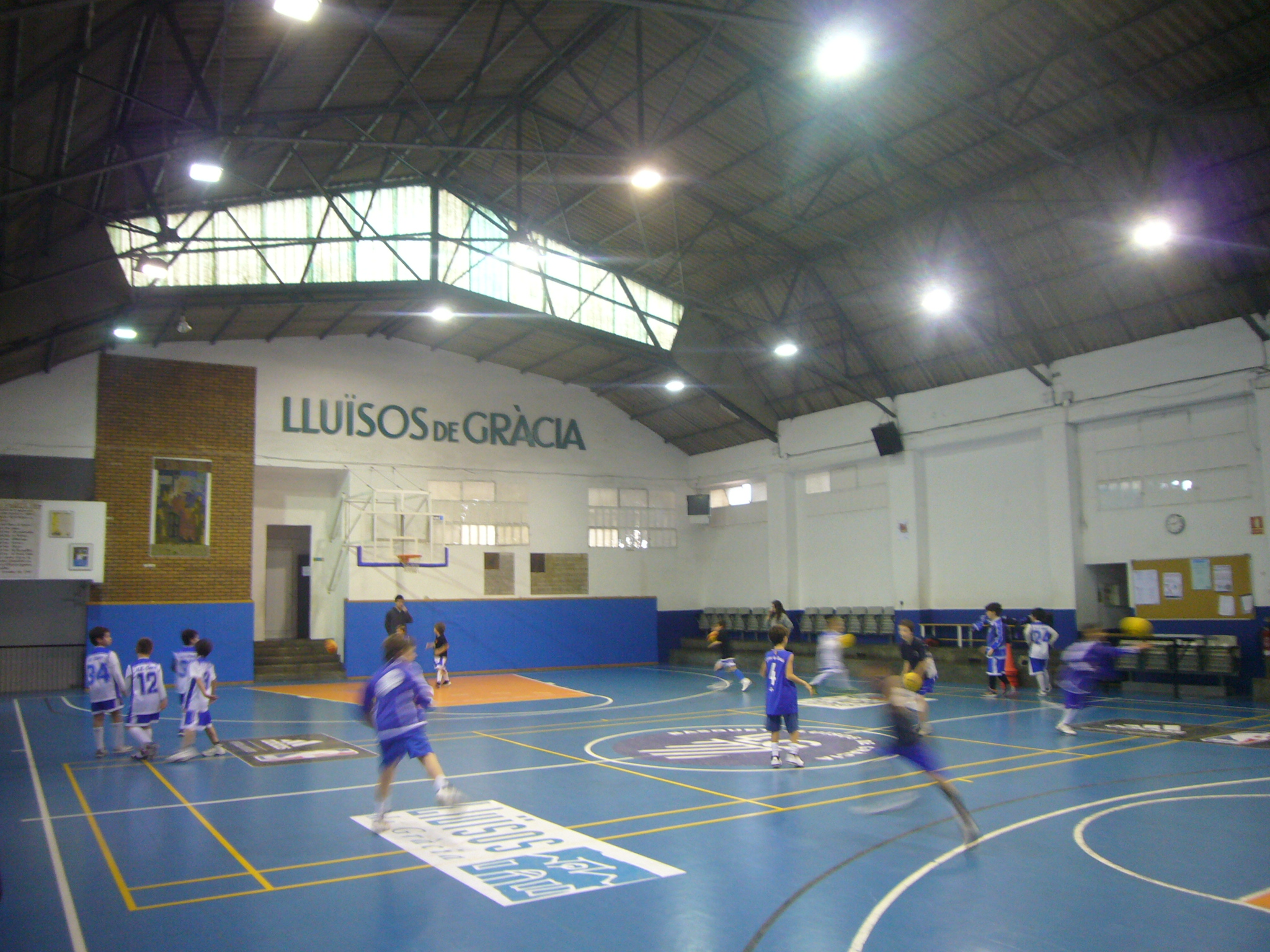
Pista dels Lluïsos de Gràcia, inaugurada el 1962

La secció de bàsquet dels Lluïsos de Gràcia va néixer l'any 1945, i des del 1958 participa en els campionats de la Federació Catalana de Basquetbol. També existeix una Escola de Bàsquet. Els diferents equips entrenen i juguen a la pista dels Lluïsos de Gràcia, la primera pista privada coberta de la ciutat de Barcelona, inaugurada el 6 d'octubre de 1962. Des de la temporada 2018/19, els equips sènior juguen els partits com a local al pavelló Josep Comellas. El sènior masculí ha jugat a Copa Catalunya des de la temporada 09/10, amb l'excepció d'una temporada a Lliga EBA (12/13) i una temporada a Primera Catalana (17/18). Per altra banda, el sènior femení ha jugat les darreres deu temporades entre Primera Catalana i Copa Catalunya.

### Coral Cantiga

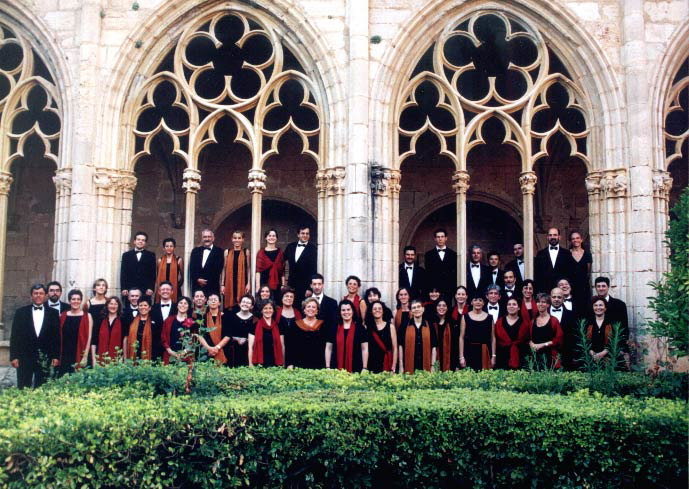
La Coral Cantiga al Monestir de Santes Creus

La Coral Cantiga va néixer l'any 1961. A més dels concerts a cappella o amb instruments, també ha realitzat diferents espectacles de caràcter especial:
- 1998: Alma ausente, proposta poètica i musical, sobre textos de Federico Garcia Lorca, amb motiu del centenari del seu naixement, amb cançons, recital de poesia, guitarra i dansa flamenca.[5]
- 1999: Estrena mundial de la Suite Tirius, de Feliu Gasull. Al Palau de la Música de Barcelona.[6]
- 2002: Gent de bella anomenada, sobre poesia catalana, des d'Ausiàs Marc fins a Salvador Espriu. Dins del Festival Grec 2002, a la Plaça del Rei, a Barcelona.[7]
- 2003: Poema de Nadal, de Josep Maria de Segarra, amb Esteve Polls.[8]
- 2003: Acompanyant Maria del Mar Bonet a l'espectacle “Caloma. Des de Mallorca a l'Alguer”. Tres dies al Teatre Nacional de Catalunya, del 27 al 30 de març.[8][9][10]

### Agrupament escolta
L'Agrupament Escolta Lluïsos de Gràcia és un agrupament escolta del barri de Gràcia de Barcelona que forma part de Minyons Escoltes i Guies de Catalunya. Va ser fundat el 1957 sota el nom de A.E Bisbe Irurita, i només agrupava nois. Anys més tard es fusionà amb l'agrupament de noies A.E Celistia i canvià el nom per l'actual. Els colors del seu foulard escolta són el taronja i el blau. El 2007 va rebre la Medalla d'Honor de Barcelona per la seva tasca.

### Esplai GMM
L'Esplai GMM dels Lluïsos de Gràcia va ser fundat el 1939 a partir de la reorganització de l'antiga secció dels Congregants Menors dels Lluïsos de Gràcia. El nom GMM fa referència a Grup Mossèn Muñoz, "en record al qui havia estat, durant els anys anteriors a la Guerra Civil, Director Espiritual dels Lluïsos de Gràcia (mort el 1928)".
L'esplai GMM forma part d'Esplac.

## Lluïsos Teatre
Des del 2002, Lluïsos Teatre és una sala especialitzada en espectacles de titelles. Després de la reobertura per obres del 2015, va voler estimular la creació i mostra de teatre jove. Finalment, el 2017, va estrenar programació per a nadons, ateses les necessitats de les famílies gracienques.